# Melissa Martin (squash)
Pour les articles homonymes, voir Martin.
Melissa Martin, née Melissa Vacca le 12 juillet 1976 à Adélaïde, est une joueuse professionnelle de squash représentant l'Australie. Elle atteint le 25e rang mondial en octobre 2006, son meilleur classement. Elle est championne du monde par équipes en 2004.

## Biographie
Elle est mariée au joueur australien de squash Brett Martin.

## Palmarès

### Titres
- Championnats du monde par équipes : 2004